# 7290 Johnrather
7290 Johnrather è un asteroide della fascia principale. Scoperto nel 1991, presenta un'orbita caratterizzata da un semiasse maggiore pari a 2,5557540 UA e da un'eccentricità di 0,2288910, inclinata di 24,76637° rispetto all'eclittica.